# Seitenwindlandung

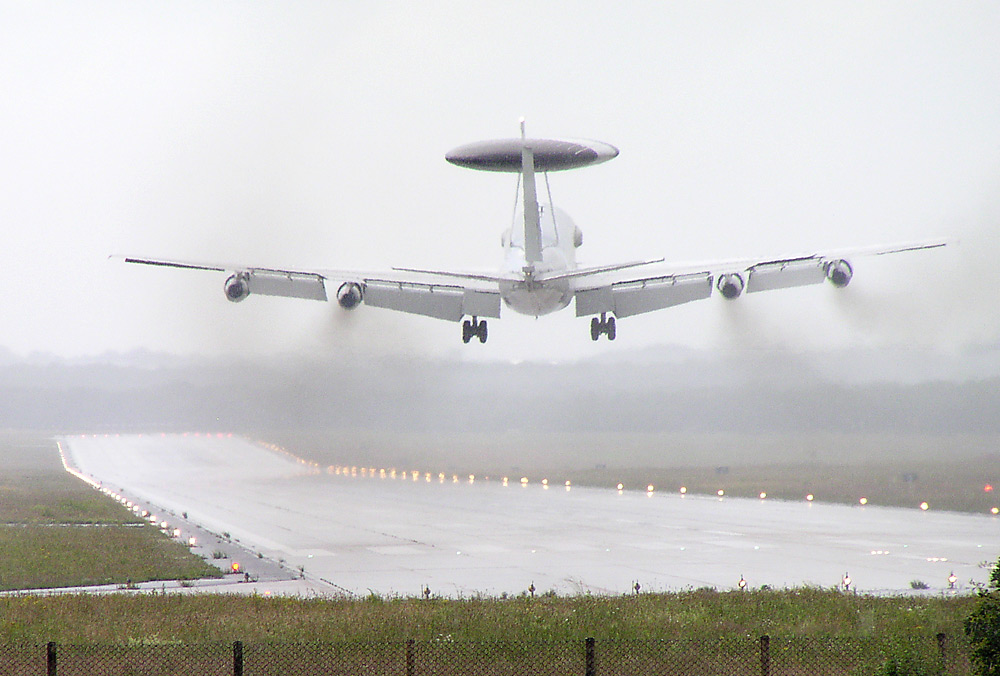
Boeing 707 (E-3 Sentry − „AWACS“) beim Landeanflug mit Vorhaltewinkel

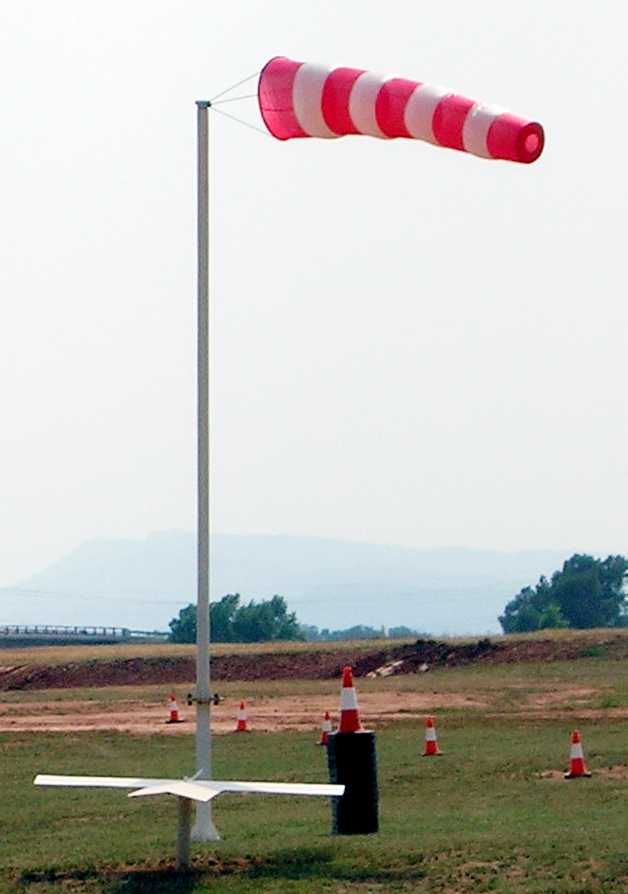
Windsack mit T-Zeichen

Eine Seitenwindlandung mit einem Flugzeug ist eine Landung bei Seitenwind. Weil Landungen ganz ohne Seitenwind die Ausnahme sind, spricht man in der fliegerischen Praxis erst bei einem stärkeren Seitenwind von ca. 10 bis 25 Knoten (kt, ca. 18 bis 46 km/h) von einer Seitenwindlandung.
Seitenwindlandungen stellen erhöhte Anforderungen an das Können und die Aufmerksamkeit des Flugzeugführers, der beim Anflug die seitliche Abdrift durch den Wind einkalkulieren und ausgleichen muss, um ein präzises Aufsetzen auf der Landebahn zu erreichen. Dazu gibt es unterschiedliche Techniken.
Jeder Flugzeughersteller gibt für seine Flugzeuge Limits für Seitenwindlandungen vor. Diese sind meist nach dem Zustand der Landebahnen gestaffelt, doch spielt auch die Stabilität des Fahrwerks eine Rolle. Weiterhin empfiehlt der Hersteller eine bestimmte Technik für die Seitenwindlandung mit seinen Flugzeugen.
Drei gängige Landetechniken bei Seitenwind sind:
- die Seitenwindlandung mit hängender Tragfläche (Sideslip);
- die Seitenwindlandung mit Vorhaltewinkel, auch Crabbing genannt;
- eine Kombination von Vorhaltewinkel und hängender Tragfläche.

## Grundlagen

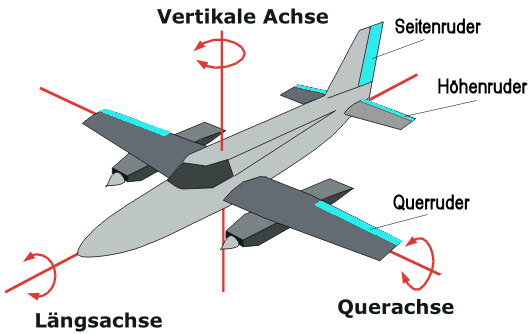
Die Achsen und Ruder am Flugzeug

Flugzeuge sind so konstruiert, dass sie bei Bewegungen um die Gierachse (Hochachse oder vertikale Achse) dazu neigen, wieder in die alte Lage zurückzukehren, weswegen sich ihre Längsachse bzw. ihre Flugrichtung nur schwer nach rechts oder links ändern lässt. Flugzeuge haben also konstruktionsbedingt eine hohe Gierstabilität.
Flugzeuge neigen dazu, sich wegen des großflächigen Seitenleitwerks in den Wind zu drehen. Bei Seitenwind wird sich das Flugzeug also so von der Landebahnrichtung wegdrehen, dass der Bug gegen den Wind gerichtet ist.

### Seitenwind

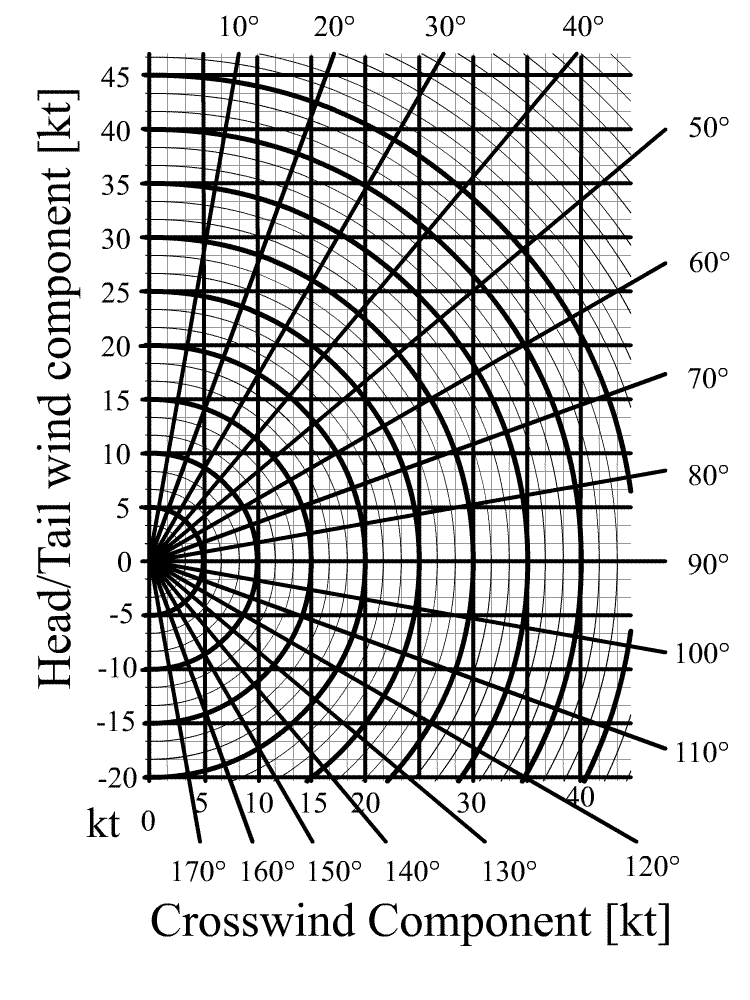
Seitenwinddiagramm

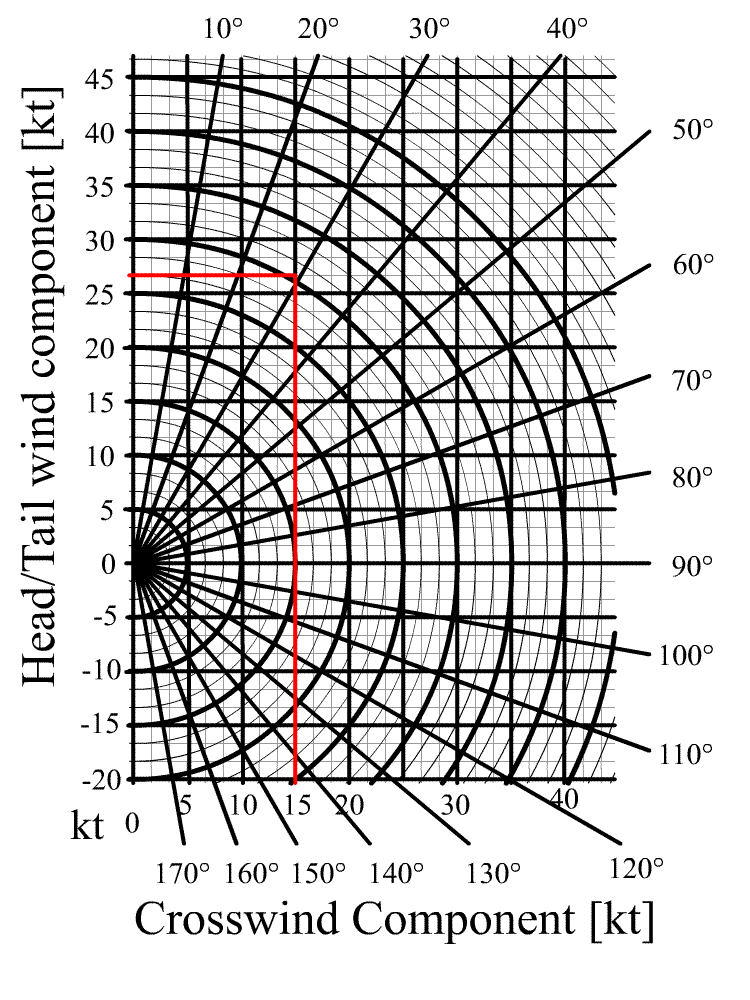
Ablesung am Seitenwinddiagramm

Der Seitenwind kann vektoriell in eine in Landebahnrichtung von vorne kommende Gegenwindkomponente und eine Seitenwindkomponente (genau von 90° seitlich, also rechtwinklig zur Landebahn) zerlegt werden.
Dafür hat der Pilot entsprechende Diagramme, Navigationsrechner und Faustformeln.
Entscheidend für die Seitenwindlandung ist nur die Seitenwindkomponente. Sie errechnet sich aus der (Boden-)Windgeschwindigkeit multipliziert mit dem Sinus des Windwinkels zur Landebahn. Beispiel: Ein Seitenwind von 40 kt mit einem Einfallswinkel von 60° zur Landerichtung hat eine (90°-)Seitenwindkomponente von ca. 35 kt.
{\displaystyle 40\,{\text{kt}}\cdot \sin(60^{\circ })=34{,}6\,{\text{kt}}}
Es gibt mehrere Möglichkeiten, vor der Landung die Windrichtung am Boden zu ermitteln.
Der Windsack ist die wohl älteste Einrichtung, durch die dem Flugzeugführer Windinformationen zur Verfügung stehen. Die Windrichtung kann recht einfach bestimmt werden, während die Windstärke nur grob durch den Füllgrad des Windsacks geschätzt werden kann. An kontrollierten Flugplätzen wird der Wind zusätzlich durch eine Wetterstation gemessen und im Kontrollturm, gemittelt über die letzten 2 Minuten, angezeigt. Der Fluglotse stellt diese Information den Piloten zu Start und Landung unaufgefordert zur Verfügung. Diese Windinformation wird bei größeren Verkehrsflughäfen auch auf eine Bandansage, die sogenannte ATIS, aufgesprochen. Piloten können sich so über die Wetterverhältnisse am Flugplatz informieren, ohne erst das Landegebiet überfliegen oder wichtige Funkfrequenzen mit Nachfragen belegen zu müssen.
Beispiel einer üblichen Windangabe im englischsprachigen Flugfunkverkehr: Wind 290, 13 knots gusting 30 knots, varying between 260 and 310 degrees (Wind aus 290°, 13 Knoten in Böen bis 30 Knoten, drehend zwischen 260 und 310 Grad)

### Landerichtung
Der Pilot wählt die Landerichtung so, dass die Landung entgegen der Windrichtung durchgeführt werden kann. Dadurch lässt sich die geringstmögliche Fluggeschwindigkeit über Grund und damit eine kurze Landerolldistanz erreichen. In den Anfangsjahren der Fliegerei diente als Landebahn häufig noch eine mehr oder weniger runde Wiese, auf der der Pilot, je nach Windrichtung, in jede beliebige Richtung landen konnte. Der Pilot überflog vorher den Windsack am Flugplatz im Tiefflug, um die Windrichtung zu erkennen. Als Merksatz galt: „Schaust du dem Windsack ins Maul, dann ist was faul“, denn dann landete man mit Rückenwind. Die Flugzeuge besaßen im Verhältnis zum Gewicht große Tragflächen, wodurch sie langsam geflogen werden konnten und nur eine kurze Landestrecke benötigten.
Mit dem Aufkommen von befestigten Landebahnen, auf denen auch schwere Flugzeuge mit hoher Landegeschwindigkeit aufsetzen konnten, waren die Piloten an zwei festgelegte Landerichtungen gebunden. Bei den in Deutschland vorherrschenden Westwinden sind heute noch die Landebahnen bevorzugt in Ost-West-Richtung ausgerichtet – RWY 09/27. Im ungünstigsten Fall weht der Wind rechtwinklig zur Landebahn und erzeugt damit eine deutliche Seitenwindkomponente.

### Vorhaltewinkel

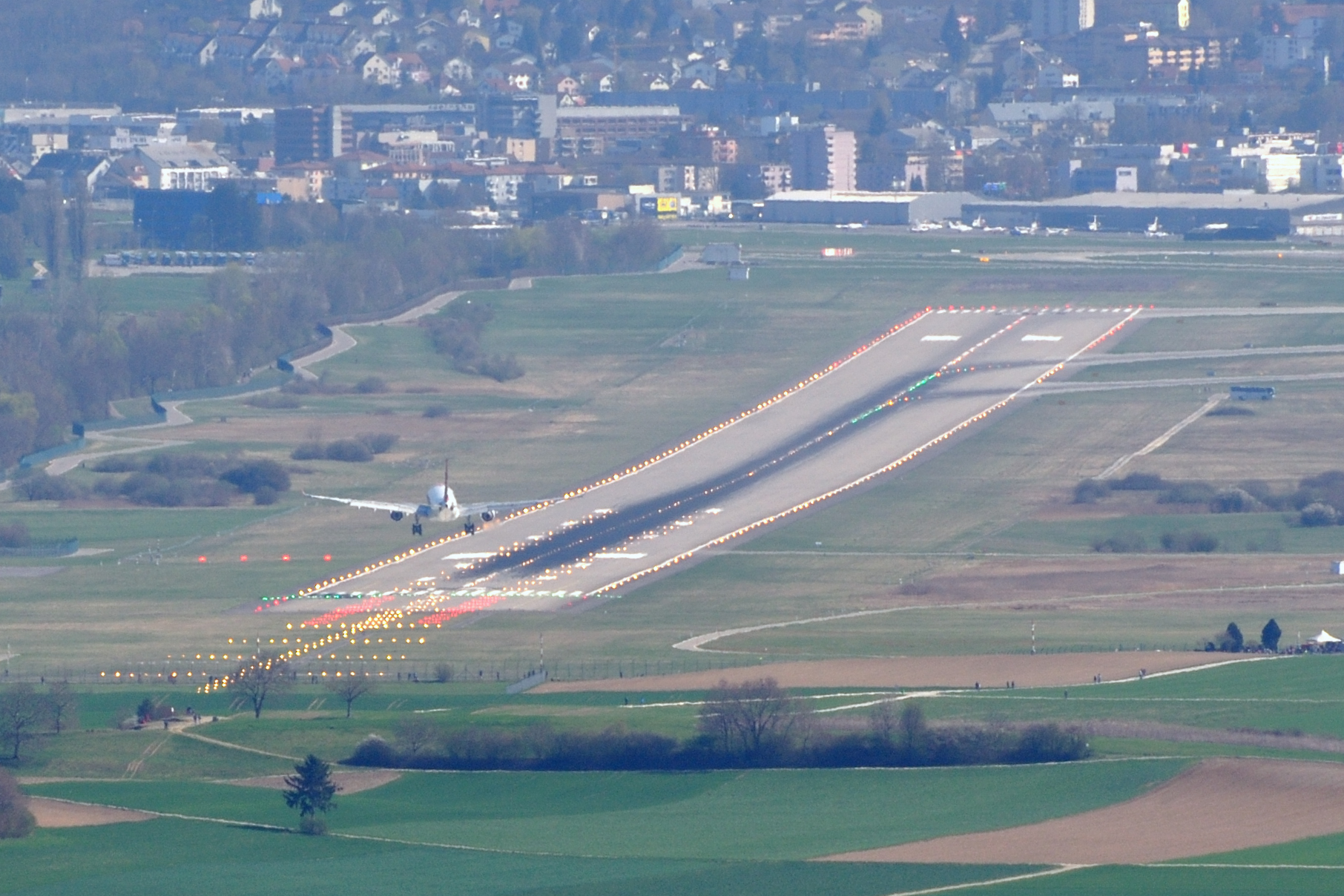
Eine A330 landet mit Vorhaltewinkel auf dem Flughafen Zürich

Um die Abdrift zur Seite zu kompensieren, wird bei Seitenwind mit einem Schiebewinkel (auch Vorhaltewinkel oder Luvwinkel genannt) geflogen. Es wird also ein Kurs („Heading“) geflogen, der ein Abdriften von der Centerline verhindert. Dies geschieht mit dem Drehen der Flugzeugnase (der Flugzeuglängsachse) in den Wind.
Die Größe des erforderlichen Vorhaltewinkels ist vom Größenverhältnis Seitenwind zu Fluggeschwindigkeit abhängig. Der Vorhaltewinkel lässt sich mittels Winddreieck graphisch ermitteln. In der fliegerischen Praxis wird er meist erflogen. Beispielsweise benötigt ein Flugzeug bei einem Seitenwind von 50 kt und einer Fluggeschwindigkeit von 100 kt einen Vorhaltewinkel von 30°, um einen gewünschten Kurs über Grund zu fliegen. Während beispielsweise bei einem Seitenwind von 50 kt und einer Fluggeschwindigkeit von 250 kt ein wesentlich geringerer Vorhaltewinkel (11,5°) benötigt wird.
Im Verlauf des Landeanfluges wird die Fluggeschwindigkeit schrittweise von Reisegeschwindigkeit auf das 1,3fache der Strömungsabrissgeschwindigkeit verringert. Dadurch nimmt der Einfluss des Seitenwindes auf den Vorhaltewinkel relativ zur Fluggeschwindigkeit zu, weshalb der Vorhaltewinkel zur Kompensation immer größer werden muss. Die Flugzeugnase muss also etwas weiter in den Wind gedreht werden, um den Kurs über Grund zu halten. Des Weiteren besteht mit abnehmender Höhe, durch Einfluss der Bodenreibung, die Tendenz, dass die Windstärke ebenfalls abnimmt, was wiederum eine Veränderung des Vorhaltewinkels erfordern kann. In der Praxis überwiegt jedoch zumeist der Effekt durch die abnehmende Fluggeschwindigkeit.

### Windfahneneffekt
Bei konstanter Windstärke und -richtung bewegt sich ein fliegendes Flugzeug in einer homogenen Luftmasse, welche sich gegenüber dem Boden in Windrichtung bewegt.
Verstärkt sich der Wind jedoch, dann drückt er zunächst das Seitenleitwerk am Heck in Leerichtung, da es ihm die größte Angriffsfläche entgegensetzt und relativ weit vom Massenschwerpunkt des Flugzeuges entfernt ist. Daher zeigen Flugzeuge die Tendenz, bei auffrischendem Seitenwind das Heck aus dem Wind und damit die Nase in den Wind zu drehen.

## Landetechniken bei Seitenwind

### Seitenwindlandung mit hängender Tragfläche

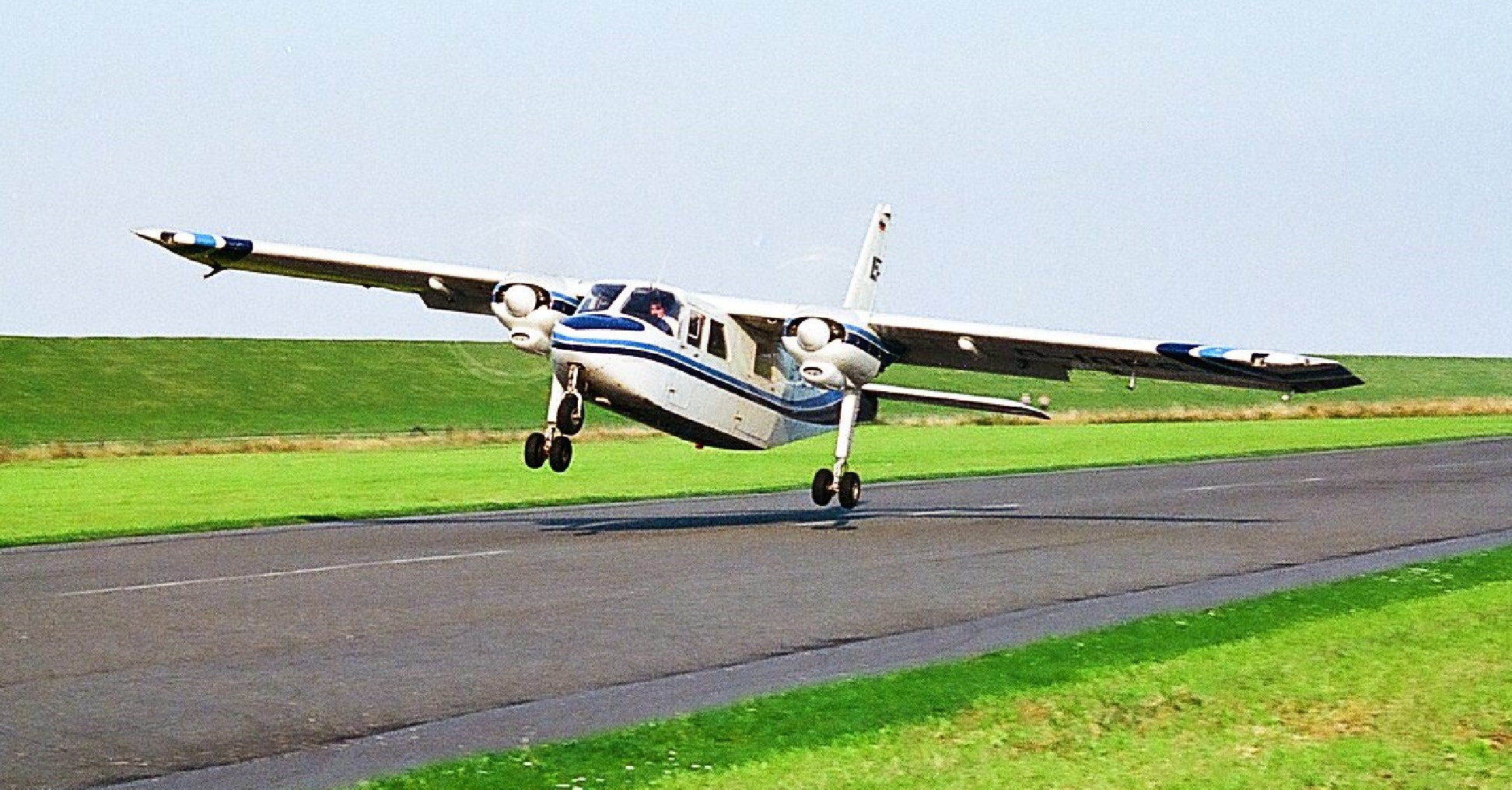
BN-2 Islander bei der Landung mit 30 Knoten Seitenwind

Eine mögliche Landetechnik bei Seitenwind ist die Landung mit hängender Tragfläche (Seitengleitflugmethode oder Sideslip Approach).
Der erste Teil des Anflugs wird, wie beim Streckenflug bei Seitenwind, mit Vorhaltewinkel geflogen. Im letzten Teil des Anfluges, im kurzen Endanflug, wird dann aber zu einer Fluglage mit hängender Tragfläche und entgegengesetztem Seitenruder übergegangen und dafür der Vorhaltewinkel aufgegeben.

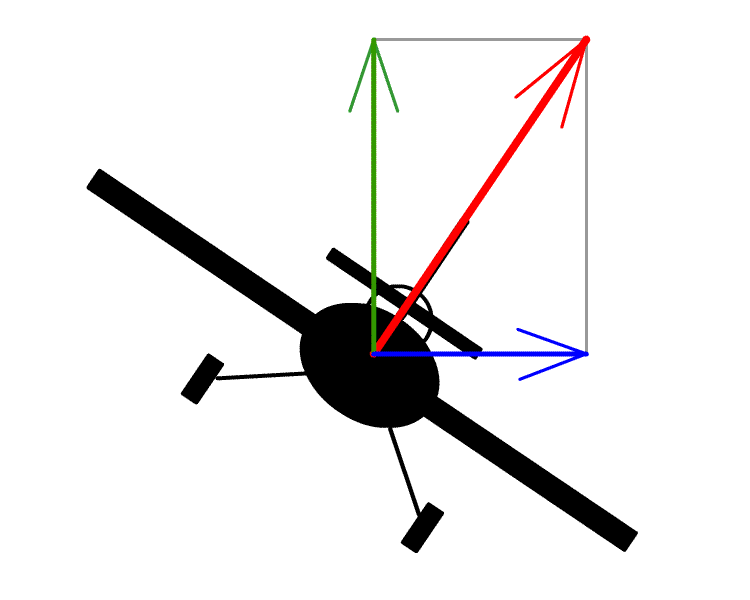
Beim Flug mit hängender Tragfläche wird der Auftrieb (roter Pfeil) in eine vertikale (grüner Pfeil) und eine horizontale Komponente (blauer Pfeil) zerlegt.

Die dem Wind zugewandte Tragfläche (Luvtragfläche) wird „hängen gelassen“, indem Querruder zu der Seite gegeben wird, aus der der Wind kommt. Beispielsweise wird bei Seitenwind von rechts Querruder nach rechts gegeben. Dadurch dreht sich die Rumpfoberseite des Flugzeuges in den Wind, das Flugzeug hat „Schlagseite“. Damit nicht auch die Flugzeugnase wegen des Querruderausschlages allmählich in den Wind dreht, muss mit dem Seitenruder gegengesteuert werden, im Beispiel also nach links. Mit Hilfe des Seitenruders wird die Flugzeugnase genau in die Bewegungsrichtung des Flugzeuges gesteuert.
Seitenruder und Querruder werden bei dieser Methode gegeneinander ausgeschlagen. Diesen Zustand bezeichnet man im Pilotenjargon als „gekreuzte Ruder“. Aufgrund der gekreuzten Ruder kommt es zu einem Seitengleitflug. Deswegen wird diese Methode auch Sideslipmethode genannt.
Die Querneigung des Flugzeuges wird möglichst stabil gehalten, nachdem der passende Wert „erflogen“ wurde. Dagegen muss die Ausrichtung der Flugzeugnase ständig mit dem Seitenruder nachkorrigiert werden.
Das Flugzeug wird bis zum Aufsetzen so weitergeflogen – mit hängender Tragfläche, gekreuzten Rudern und zur Landebahn ausgerichtet. Infolge der Schräglage des Flugzeuges setzt das dem Wind zugewandte Hauptfahrwerk zuerst auf und verhindert dadurch ein Abdriften nach Lee.
Die erforderliche Querneigung erhöht sich mit dem relativen Anteil der Seitenwindkomponente. Je höher deshalb der Seitenwind ist und je langsamer das Flugzeug fliegt, umso größer ist die Querneigung – und damit auch die Gefahr der Bodenberührung von Tragfläche oder Triebwerk beim Aufsetzen.
Der Vorteil dieser Anflugmethode liegt darin, dass die Längsachse des Flugzeuges schon während des Anfluges auf die Bahnmitte ausgerichtet ist und keine Drehungen vor dem Aufsetzen mehr erforderlich sind.

### Seitenwindlandung mit Vorhaltewinkel
Die zweite Methode der Seitenwindlandung ist die Landung mit Vorhaltewinkel ohne hängende Tragfläche. Sie wird auch Schiebemethode oder Crabbed Approach (engl. de-crab method oder de-crab in the flare) genannt, da bis kurz vor (ca. 1–2 s) dem Aufsetzen mit einem Schiebewinkel (= Vorhaltewinkel) angeflogen wird. Der englische Begriff "crab" bezieht sich auf den Seitwärtsgang der Krabben. Verkehrsflugzeuge werden zumeist nach dieser Methode gelandet, da sie erhöhten Passagierkomfort bietet und der Abstand der Triebwerke zur Landebahn größer ist als bei der zuvor besprochenen Landetechnik.
Beim Anflug mit Vorhaltewinkel nach rechts sieht der Pilot im Endanflug, während sich das Flugzeug entlang der verlängerten Landebahnmittellinie bewegt, die Landebahn weiter links als normal.
Bei nassen oder kontaminierten Landebahnen wird der Vorhaltewinkel bis zum Aufsetzen beibehalten, um den kurzen Endanflug nicht durch zusätzliches Manövrieren zu destabilisieren. Dies erleichtert ein präzises Aufsetzen des Flugzeugs am anvisierten Landepunkt. Bei trockenen Landebahnen wird der Vorhaltewinkel zur Schonung von Fahrwerk und Bereifung kurz vor dem Aufsetzen aufgegeben.
Dazu tritt der Pilot in das Seitenruder auf der dem Wind abgewandten Seite, die Nase richtet sich in Bahnrichtung aus. Das hat dieser Landemethode auch den Namen kick-out method gegeben. Gleichzeitig muss Querruder zur entgegengesetzten, dem Wind zugewandten Seite, gegeben werden, um ein Heben der Tragfläche auf der Luvseite zu verhindern und beide Tragflächen horizontal zu halten.
Je nach Flugzeugtyp, insbesondere Größe und Gewicht des Flugzeuges beginnt dieses Ausrichten der Flugzeuglängsachse auf die Landebahnmittellinie bereits vor dem Ausschweben (flare).

### Kombination aus Vorhaltewinkel und Sideslip
Wird ausschließlich die Sideslipmethode angewendet, so stößt sie wegen der Tragflächengeometrie irgendwann an ihre physikalische Grenze. Auch die Landemethode mit Vorhaltewinkel stößt irgendwann wegen der Belastung der Reifen und des Fahrwerkes an ihre physikalische Grenze. Die Kombination beider Methoden erlaubt einen Kompromiss, eine geringere Querneigung und einen kleineren Vorhaltewinkel. Mit dieser Mischtechnik aus Vorhaltewinkel und Sideslip (engl. crab & slip) kann auch noch bei wesentlich stärkeren Seitenwinden sicher gelandet werden.

### Seitenwindlandung mit Autopilot
Auch typische Autopiloten für Leichtflugzeuge können im Anflug einen Vorhaltewinkel erfliegen, zweiachsige Autopiloten auch während eines Anflugs auf dem Gleitweg eines Instrumentenlandesystems oder RNAV/GPS-Anfluges. Nur Autopiloten (engl. autoflight system) mit Autoland-Modus (Automatischer Landemodus; kurz: Autoland; engl. automatic landing) sind für vollautomatische Landungen zugelassen. Solche Autopiloten gibt es bisher nur für Verkehrsflugzeuge. Dazu muss das Flugzeug mit entsprechend zertifizierten Autopiloten ausgerüstet sein. Die maximalen Seitenwindkomponenten sind für automatische Landungen deutlich verringert. Der Autoland-Modus wird hauptsächlich für sehr schlechte Sichtverhältnisse gewählt, nicht jedoch für starken Seitenwind.
Beispiel für Maximum Crosswind Component for Autolanding mit dem Autopiloten:
- Boeing 737 NG – Automatic landing (dual channel CAT2 or CAT3 approach):
  - Seitenwind max. 20 kt
  - Gegenwind max. 25 kt
  - Rückenwind max. 10 kt
  - Wenn nur ein Autopilot eingeschaltet ist (single channel autopilot), kann dieser nur oberhalb von 158 ft über Grund (gemessen mit Radarhöhenmesser) benutzt werden (Minimum Use Height, MUH)
- Boeing 757 – 15 kt

- Boeing 747-200 – Die Autoland-Funktion behält den Vorhaltewinkel bis zu einigen wenigen Metern Höhe vor dem Aufsetzen bei. Wenn das Hauptfahrwerk eine Höhe von 2 ft (ca. 61 cm) über Grund erreicht hat, beginnt das Ausrichten der Flugzeuglängsachse auf die Landebahnachse mittels Seitenruder.

## Seitenwindlandungen einzelner Flugzeugtypen

### Boeing B-52

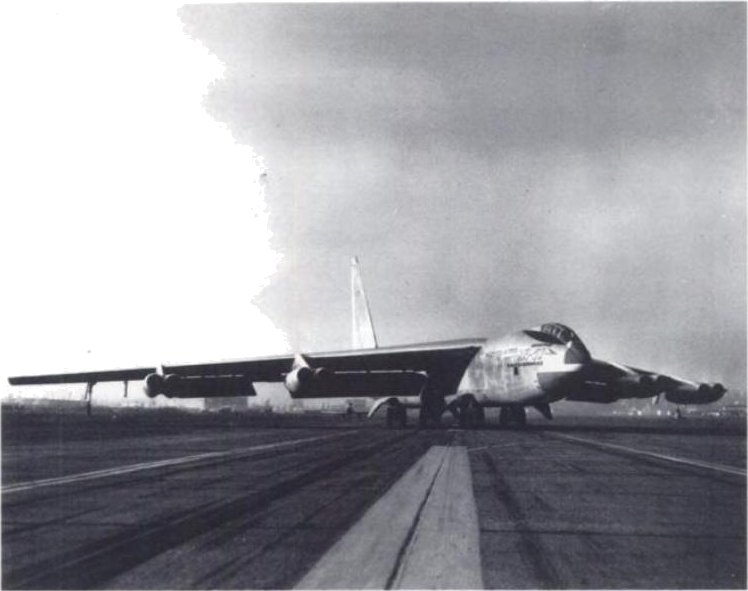
Seitenwindlandung der Boeing XB-52 mit gedrehtem Hauptfahrwerk und gedrehtem Bugfahrwerk

Nur bei der Boeing B-52 lässt sich das Hauptfahrwerk für Seitenwindlandungen bis zu 20° nach beiden Seiten drehen (Drehfahrgestell), um Seitenwind bei Start und Landung ausgleichen zu können. So kann das Flugzeug direkt mit Vorhaltewinkel landen und starten, ohne dass ihn der Pilot im letzten Moment korrigieren muss. Trotz Vorhaltewinkel rollt das Flugzeug dann gerade (= parallel zu Landebahn) über die Reifen ab.

### Boeing 737
Für die Boeing 737 ist der Maximum Demonstrated Crosswind (siehe unten) für trockene oder feuchte Landebahn laut Handbuch 35 kt bzw. 36 kt für die B737 NG. Der maximale Rückenwind für die Landung beträgt 10 kt.
Die Boeing 737 hat zusätzliche Spezialstoßdämpfer an beiden Hauptfahrwerken, die eine leichte Seitwärtsdrehung der Hauptfahrwerke zulassen, wenn diese durch einen seitlichen Landestoß belastet werden. Deshalb ist manchmal beim Rollen einer B737 zu beobachten, dass das Flugzeug mit einer leicht verdrehten Längsachse rollt.
Bei Southwest Airlines wurden ursprünglich ohne diese Spezialstoßdämpfer gekaufte B737 NG später sogar noch nachträglich damit ausgerüstet, um ihre Landeeigenschaften bei Seitenwind zu verbessern.

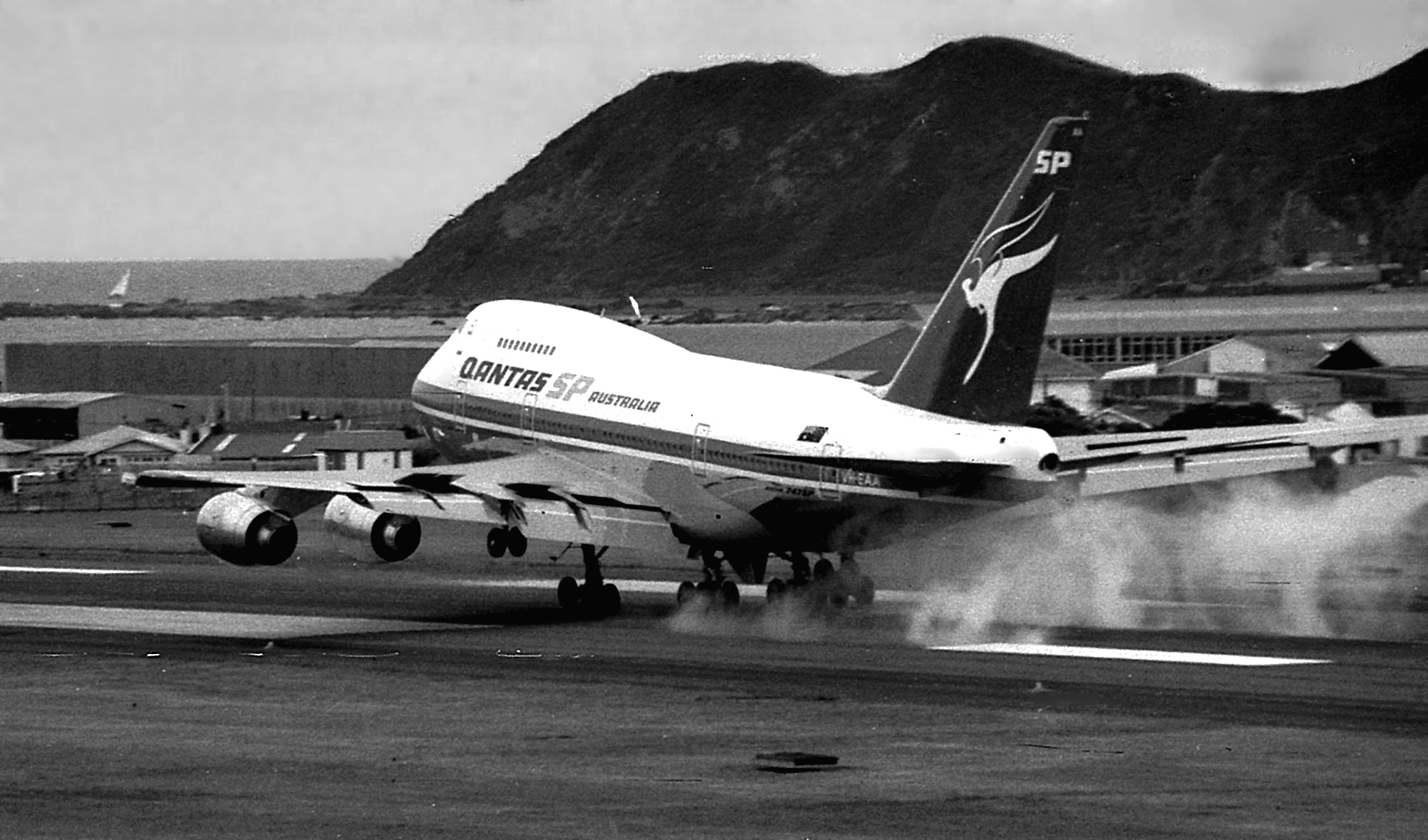
B-747

### Boeing 747
Prinzipiell kann die Boeing 747, wie jedes andere Flugzeug auch, mit beiden Techniken (hängende Tragfläche bzw. Vorhaltewinkel) gelandet werden. Allerdings sind der Landung mit hängenden Flächen (wing low approach) bei der 747 sehr enge Grenzen gesetzt. Aufgrund der niedrigen Tragflächenebene und den weit außen angebrachten Triebwerken 1 und 4 ist der maximal zulässige Bankwinkel beim Touchdown auf 8° begrenzt, um nicht in die Gefahr eines Pod-Strikes (Bodenberührung der Triebwerksgondel) zu laufen.
Während vor allem zweistrahlige Jets zwar mit Vorhaltewinkel anfliegen, sich aber noch vor dem Ausschweben parallel zur Landebahn ausrichten und ab dann den Seitenwind mit hängender Tragfläche kompensieren, wird die 747 bei starker Seitenwindkomponente mit Vorhaltewinkel bis ins Ausschweben geflogen und erst unmittelbar vor dem Aufsetzen parallel zur Landebahn ausgerichtet.
Als Zielpunkt (engl. aim point) wird ein Punkt etwas weiter Luv (in den Wind) von der Landebahnmittellinie gewählt. Während des Ausschwebens wird das Flugzeug mittels Seitenruder zur Landebahnmittellinie ausgerichtet. Dabei wird gleichzeitig Querruder zur Gegenseite gegeben, um die Tragflächen horizontal zu halten. Die Masseträgheit der relativ schweren B747 verhindert einen Großteil der seitlichen Abdrift für die wenigen verbleibenden Sekunden bis zum Aufsetzen. 
Da die B747 die Tragfläche nicht weit herunterhängen lassen kann, ist ihr Hauptfahrwerk extra verstärkt und so ausgelegt, dass es schiebende Landungen mit bis zu 40° Abweichung von der Flugzeuglängsachse überstehen kann. Das Hauptfahrwerk der B747 kann nicht im Flug gedreht werden. Lediglich beim Rollen drehen sich die beiden mittleren Hauptfahrwerke (engl. center main gear) mit, wenn das Bugfahrwerk gesteuert wird. Bedingt jedoch durch die starre Anordnung und den Versatz der Fahrwerksgruppen muss die 747 extrem präzise ausgerichtet sein, da ihre Spurhaltetendenz sehr hoch ist.

### Boeing 757

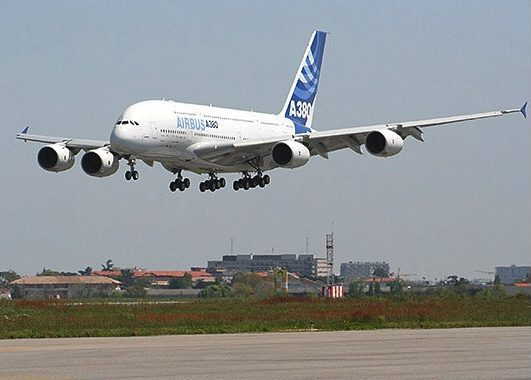
Landender Airbus A380, wenig Bodenfreiheit wegen großer Triebwerke

Das Limit der Boeing 757 für Seitenwindlandungen liegt bei 40 kt. Der Maximum Demonstrated Crosswind, ohne Böen, liegt bei 30 kt.

### Airbus A380

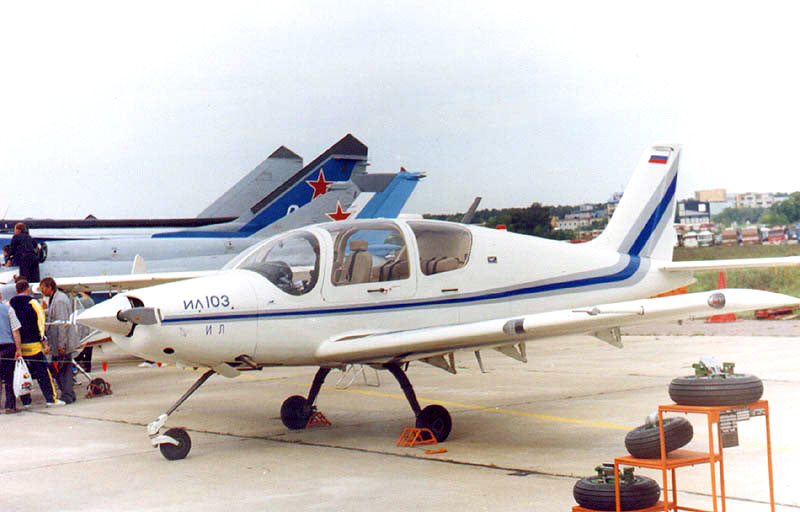
Graziles Fahrwerk einer Iljuschin Il-103

Der Airbus A380 demonstrierte am 10. November 2005 in Keflavik für seine Typzulassung sechs Seitenwindlandungen und fünf Seitenwindstarts bei 40 kt (74 km/h) Seitenwind, mit Böen bis 56 kt (104 km/h). Dieser Wert war beträchtlich höher, als für seine Typzulassung erforderlich gewesen wäre.

### Leichtflugzeuge
Jeder Hersteller bezeichnet in seinen Handbüchern den Maximum Demonstrated Crosswind etwas anders. Die meisten Leichtflugzeuge vertragen oft keine seitlichen Scherkräfte auf das Fahrwerk, deshalb müssen sie vom Piloten sorgfältig ohne Schieben aufgesetzt werden.
- Cessna 150 – Maximum Demonstrated Crosswind: Landing 15 kt, Takeoff 20 kt
- Cessna 172 – Maximum Demonstrated Crosswind: 15 kt. Bei starkem Seitenwind soll mit der geringstmöglichen Klappenstellung gelandet werden (je nach Länge der Landebahn). Sollte mit einer Klappenstellung über 20° angeflogen werden, dann kann der Pilot beim Sideslip mit vollem Seitenruderausschlag eine gewisse Oszillation des Höhenruders (bei normaler Anfluggeschwindigkeit) spüren. Das beeinträchtigt jedoch nicht die Kontrolle über das Flugzeug. Die beste Kontrolle bei der Seitenwindlandung hat man mit der Methode „hängende Tragfläche“. Jedoch kann auch mit anderen Seitenwindtechniken gelandet werden. Nach dem Aufsetzen mit dem Bugfahrwerk die Richtung halten und nur ab und zu leicht bremsen. Seitenwindlandungen wurden bei 15 kt demonstriert.[2]
- Die Cessna 195 hat ein nachlaufendes Hauptfahrwerk. Es war nicht speziell für Landungen mit starkem Seitenwind ausgelegt. Die Fahrwerkskonstruktion sollte lediglich davor schützen, dass leichte seitliche Belastungen auf das Fahrwerk zu einem Überschlag am Boden führen. Spätere Modelle der C-195 hatten dann ein spezielles Seitenwindfahrwerk (eng. crosswind gear), das die passive Drehung des Fahrwerkes durch seitliche Landekräfte erlaubte. Dabei wurde das Flattern des nachlaufenden Fahrwerkes durch eine Spiralfeder gedämpft, die das Fahrwerk auch zentrierte. Das Fahrwerk konnte sich nur nach außen drehen, während die Einwärtsdrehung (zum Flugzeugrumpf) mechanisch begrenzt wurde. Foto: Cessna C-195 im Moment des Aufsetzens mit dem linken Hauptfahrwerk
- Columbia 400 – Maximum Demonstrated Crosswind: 23 kt
- Piper PA-28 – Maximum Demonstrated Crosswind: 17 kt. Für Seitenwindlandungen sollte mit einer etwas höheren als der normalen Anfluggeschwindigkeit angeflogen werden. Die Klappen sollen möglichst nur auf 0° bis 25° ausgefahren werden.
- Piper PA-44 – Maximum Demonstrated Crosswind (für Landungen): 17 kt. Für Seitenwindlandungen sollte mit einer etwas höheren als der normalen Anfluggeschwindigkeit angeflogen werden. Die Klappen sollen nur auf 0° bis 25° ausgefahren werden und sofort nach dem Aufsetzen eingefahren werden. Der Anflug sollte mit einem Vorhaltewinkel in den Wind erfolgen, bis der Pilot zum Ausschweben bereit ist. Dann erst wird die Luvtragfläche hängen gelassen, so dass der Vorhaltewinkel aufgegeben werden kann, ohne dass eine seitliche Abdrift beginnt. Gleichzeitig wird mit dem Seitenruder das Fahrwerk zur Landebahn ausgerichtet. Bei niedriger Treibstoffanzeige sind längere Sideslips zu vermeiden.[3]
- Die ERCO Ercoupe der Firma Engineering and Research Corporation (ERCO) (gebaut 1940–1970) hatte keine Seitenruderpedale. Die Ercoupe wurde ausschließlich mit dem Steuerhorn gesteuert. Querruder und Seitenruder waren durch Seilzüge miteinander verbunden, so dass der gegensinnige Ausschlag von Querruder und Seitenruder nicht möglich war. Deshalb verbietet sich hier die Sideslipmethode für Seitenwindlandungen und es muss zwingend nur die Schiebemethode angewendet werden.

### Spornradflugzeuge
Die häufigsten Unfälle bei Spornradflugzeugen treten bei Seitenwindlandungen auf, gefolgt von Seitenwindstarts und Rollen bei Seitenwind. Spornradflugzeuge sind so konstruiert, dass bei ihnen der Windfahneneffekt wesentlich stärker ausgeprägt ist, weswegen sie viel anfälliger gegen Seitenwind sind, als Flugzeuge mit Bugfahrwerk. Deswegen sind Spornradflugzeuge aber nicht schwerer zu fliegen oder gefährlicher. Sie sind allerdings bei Pilotenfehlern weniger tolerant. Der Pilot muss neben der korrekten Einschätzung seiner fliegerischen Fähigkeiten auch die Grenzen seines Flugzeuges kennen und beachten. Spornradflugzeugen sind bei Seitenwind engere Grenzen gesetzt als Bugradflugzeugen. 
Angeflogen wird in der Regel mit hängender Luvtragfläche und entgegengesetztem Seitenruder, um zur Landebahn ausgerichtet zu bleiben, auch beim Ausschweben und beim Ausrollen. Aber auch die Anflugtechnik mit Vorhaltewinkel und „geradekicken im letzten Moment“ ist mit Spornradflugzeugen möglich, erfordert allerdings beim Geradeziehen viel Geschick, da Spornradflugzeuge prinzipiell zum seitlichen Ausbrechen neigen.
Die eigentliche Landung kann auch bei Seitenwind als Dreipunktlandung ausgeführt werden. Infolge der hängenden Fläche ist es in diesem Fall tatsächlich eine Zweipunktlandung auf dem windzugewandten Hauptfahrwerk und dem Spornrad. Nach dem Aufsetzen auf diesen zwei Punkten rollt das Flugzeug aus, bis schließlich auch das windabgewandte Hauptfahrwerk als letztes aufsetzt. Bei sehr böigem Wind wird mit tief hängendem Heck auf dem Hauptfahrwerk gelandet (eng. tail-low wheel landing).
Bei starkem Seitenwind wird bevorzugt die sogenannte Radlandung ausgeführt (engl. wheel landing), bei der das Flugzeug in flachem Winkel auf dem (luvseitigen) Hauptfahrwerk zuerst aufsetzt, während das Heck zunächst noch in der Luft bleibt. Vorteilhaft ist hier die im Vergleich zur Dreipunktlandung deutlich höhere Aufsetzgeschwindigkeit, die den Seitenwind weniger stark ins Gewicht fallen lässt (allerdings auch die benötigte Landestrecke verlängert). Nach dem Aufsetzen wird das Steuer nach vorn gedrückt, um das Heck während des Ausrollens so lange wie möglich oben zu halten. Senkt sich das Heck zu früh, kann es leicht passieren, dass das Flugzeug infolge des plötzlich erhöhten Anstellwinkels nochmals kurz abhebt und dann dem Seitenwind unkontrollierbar ausgesetzt ist – eine häufige Unfallursache. Solange das Heck in der Luft ist, bricht das Flugzeug leicht seitlich aus, daher verlangt die Radlandung vom Piloten höchste Konzentration.
Beim Ausrollen unter Seitenwindbedingungen neigen Spornradflugzeuge zum Überschlag (ground loop). Sie müssen deshalb unbedingt ohne Abdrift oder Vorhaltewinkel aufsetzen.

### Schulter- und Hochdecker
Hochdecker und Schulterdecker, wie beispielsweise die BAe 146, die De Havilland DHC-8 oder Antonow An-24, können wegen der größeren Bodenfreiheit problemlos mit hängender Tragfläche landen. Jedoch haben Hoch- und Schulterdecker oft lange und filigrane Hauptfahrwerke, wenn diese in die Tragflächen oder Triebwerksgondeln eingefahren werden. Diese Hauptfahrwerke vertragen dann fast gar keine seitliche Scherbelastung durch Landungen mit Vorhaltewinkel.

## Sicherheitsaspekte der Seitenwindlandung
Starker Seitenwind bringt erhöhte Gefahren mit sich, da der Pilot in der Endphase von Anflug und Landung stärker gefordert ist. Seitenwindlandungen verlangen viel körperliche Arbeit vom Piloten. Er muss schnelle und große Steuereingaben machen und die Landung ist oft weniger „kontrolliert“. Es kommt viel häufiger zu harten Landungen und Bodenberührungen von Tragflächenspitzen oder Triebwerksgondeln. Bei über einem Drittel der Landeunfälle war Seitenwind als ein Faktor mit im Spiel.
Das Qualitätskriterium für eine Seitenwindlandung ist nicht, ob sie weicher oder härter war oder ob das Flugzeug in der Anflugphase sehr gewackelt hat. Das Hauptkriterium ist die Sicherheit, dass es beim Aufsetzen nicht zur Seite driftet, genau zur Landebahn ausgerichtet ist und dass es wie bei jeder normalen Landung auch die Anfluggeschwindigkeit einhält, am Aufsetzpunkt auf der Mittellinie aufsetzt, um Reserven nach rechts und links zu haben. Wie auch für normale Landungen ist ein stabilisierter Anflug die zwingende Voraussetzung, die vor einer Landung erfüllt sein muss. Ist während des Anfluges bis zur Entscheidungshöhe kein stabiler Zustand erreicht, dann muss durchgestartet werden. Das Gleiche gilt aus Sicherheitsgründen auch und besonders für die Seitenwindlandung.
Auch nach der Landung, beim Ausrollen, traten noch 8 % der Unfälle auf, besonders bei Seitenwind und nasser Landebahn.
Trotz der Landefreigabe durch die Flugsicherung ist es letztendlich die Entscheidung und dann auch die Verantwortung des Piloten, auf welcher Landebahn er landet. Er sollte bei zu starkem Seitenwind also durchaus auch erwägen, die Landefreigabe erneut, für eine andere Landebahn mit günstigeren Windverhältnissen, zu beantragen. Die Landefreigabe, wie der Name auch ausdrückt, ist lediglich eine Genehmigung, aber keine zwingend vom Piloten einzuhaltende Anweisung der Flugsicherung.
Auch das Abwarten einer Besserung der Windverhältnisse wird der Pilot als Option in seine Planung mit einbeziehen. Eventuell wird er dafür vor Flugantritt bereits mehr Reservetreibstoff, als normalerweise erforderlich tanken.
Beim Anflug- und Landebriefing (engl. approach and landing briefing) muss auch der Seitenwind und die geplante Landetechnik besprochen werden.
Eine weitere Sicherheitsoption bei grenzwertigen Seitenwindlandungen ist das Weiterfliegen zu einem Ausweichflugplatz (engl. alternate airport), auf dem Landerichtung und Windrichtung besser übereinstimmen.
Landezwischenfälle und -unfälle stehen an erster Stelle in der Unfallstatistik. Obwohl sich Landungen scheinbar erst im letzten Augenblick als schlecht oder gut herausstellen, wird das Ergebnis meist schon viel früher entscheidend beeinflusst – durch Betriebs- und Trainingshandbücher, Trainingsmethoden, sowie die Entscheidungsfindungsprozesse in der Flugvorbereitungsphase, als auch während des Fluges.
Seitenwindlandungen auf Bahnen mit reduzierter Bremswirkung stellen ein erhöhtes Unfallrisiko dar. Das Netherlands National Aerospace Laboratory (NLR) stellte fest, dass bei Landungen mit über 15 kt Seitenwind die Unfallhäufigkeit stark zunimmt.
Eine andere Untersuchung hat gezeigt, dass die Unfallgefahr bei der Landung bei einem Seitenwind über 20 kt steil ansteigt. 33 % der Landeunfälle sind durch starken Seitenwind, Rückenwind oder Scherwinde bedingt.
Für Pilot und Flugzeug muss deshalb ein ausreichendes Sicherheitspolster bei Seitenwindlandungen vorhanden sein. Die Fluggesellschaft muss also entsprechende, sichere „operational maximum crosswind landing limits“ (Maximaler Demonstrierter Seitenwind – siehe unten) für Pilot und Flugzeug festlegen.
Genauso wichtig wie die Windgeschwindigkeit des Seitenwindes ist die konstante und damit vorhersagbare Windgeschwindigkeit und Richtung, aus der der Seitenwind bläst. Böige Winde aus variablen Richtungen machen eine Seitenwindlandung viel gefährlicher. Die Piloten neigen bei starken Windböen auch zu übergroßen Steuerausschlägen. Die Arbeitsbelastung zur Kontrolle der Ruder wird für den Piloten eventuell zu groß.

### Sicherheitstraining für Seitenwindlandungen
Im Juli 2008 wurde am Verkehrslandeplatz EDHF „Hungriger Wolf“ in Itzehoe der europaweit erste Simulator für Seitenwindlandungen mit einmotorigen Flugzeugen installiert. Der Augenblick vor dem Aufsetzen auf der Landebahn wird dabei zeitlich gestreckt. So ist es möglich, bei variabel einstellbaren Parametern unterschiedliche Aspekte der Seitenwindlandung bewusst und wiederholt zu üben.

### Unfälle bei Seitenwindlandungen
Am 24. Dezember 1997 landete eine Boeing 757 der Transavia Airlines, ein Charterflug aus Las Palmas kommend, auf dem Flughafen Schiphol (Niederlande) bei starkem, böigem Seitenwind, 30 kt mit Böen bis 45 kt aus 220° – variabel 200° bis 260°, auf der Landebahn 19R in schiebender Position. Dabei brach das Bugfahrwerk weg. Das Flugzeug schlitterte 3000 m über die Landebahn und kam neben der Landebahn zum Halt. Lediglich drei Passagiere wurden leicht verletzt. Der Kapitän war der pilot flying. Der Anflug erfolgte mit Autopilot, der 100 ft über Grund, 8–10 Sekunden vor dem Aufsetzen, ausgeschaltet wurde. Dem Piloten gelang es danach nicht, das Flugzeug korrekt zur Landebahn auszurichten. Im Betriebshandbuch (engl. Operations Manual) der Transavia Airlines waren keine eindeutigen Limits für Seitenwindlandungen festgelegt. Hätte der Pilot den Autopiloten eher ausgeschaltet, dann wäre ihm noch mehr Zeit geblieben, um das Flugzeug korrekt zur Landebahn auszurichten.
Am 1. März 2008 berührte ein Airbus A320 der Lufthansa aus München (Flug LH 044) während einer Seitenwindlandung auf dem Flughafen Hamburg in Hamburg-Fuhlsbüttel mit der Spitze der linken Tragfläche den Boden. Obwohl Orkan Emma Böen bis 55 Knoten erzeugte und Bahn 33 zum Wind günstiger lag, entschloss sich die Besatzung zur Landung auf Bahn 23, da diese über komplette elektronische Landehilfen verfügt. Es wurde mit großem Vorhaltewinkel angeflogen (obwohl gerade dieser große Winkel zur Landebahn von der Presse oftmals als gefährlich dargestellt wurde, war das fliegerisch vollkommen korrekt). Kurz vor dem Aufsetzen wurde die A320 von einer besonders kräftigen Böe erfasst, rollte in starke Querneigung nach links und berührte mit der linken Tragflächenspitze den Boden. Die Besatzung bekam das Flugzeug wieder unter Kontrolle, startete durch und landete anschließend sicher auf Bahn 33. Verletzt wurde niemand, am Flugzeug wurde das Winglet der linken Tragflächenspitze beschädigt. Die Entscheidung der Besatzung zur Landung auf der Bahn 23 wurde in den Medien ausgiebig diskutiert; viele Experten sehen darin jedoch keine Fehlentscheidung, da Böen im Landeanflug unvorhersehbar sind. Nach Untersuchungen der Luftfahrtbehörde stellte sich heraus, dass auch die Maschine ihren Teil zu dem Unfall beitrug. So wertete der Bordcomputer das kurze Aufsetzen des linken Hauptfahrwerkes als Landung und blockierte teilweise die Ruderausschläge bzw. reduzierte die maximal möglichen Querrudersteuerausschläge auf die Hälfte. Da dieses Verhalten den Piloten nicht bekannt war und auch in den Betriebshandbüchern nicht erwähnt ist, wurde die Situation nur mit Mühe überstanden. Als Konsequenz hat das Luftfahrt-Bundesamt Airbus aufgefordert, die Flugsteuersoftware und die Betriebshandbücher zu überarbeiten. Die Maschine wurde nach einer mehrtägigen Reparatur des Winglets wieder im Liniendienst eingesetzt.

### Maximaler Demonstrierter Seitenwind
Für die Musterzulassung eines Flugzeuges ist der Nachweis der Seitenwindlandung bei
Maximum Demonstrated Crosswind erforderlich.
Der Maximum Demonstrated Crosswind ist im Flughandbuch im Kapitel Operational Limitations (deutsch: Betriebsgrenzen) aufgeführt.
Oft wird der Maximum Demonstrated Crosswind auch nur verkürzt als demonstrated crosswind bezeichnet – deutsch: demonstrierter Seitenwind. Auch die Bezeichnungen Maximum Demonstrated Crosswind Velocity oder Maximum Demonstrated Crosswind Component sind gebräuchlich. Ungebräuchlich ist dagegen die deutsche Übersetzung Maximaler Demonstrierter Seitenwind.
Bei dieser Windgeschwindigkeit hat ein sehr erfahrener Testpilot des Flugzeugherstellers im Rahmen der Musterzulassung des Flugzeugtyps eine sichere und saubere Seitenwindlandung vorgeführt. Ein Testpilot, der sehr häufig schwere Seitenwindlandungen geflogen ist, und es mit seiner Landetechnik zur höchsten Perfektion gebracht hat, kann natürlich höhere Windgeschwindigkeiten bei einer Seitenwindlandung meistern, als ein durchschnittlicher Verkehrspilot.
Daher legen Fluggesellschaften für den Alltagsgebrauch ihrer durchschnittlich geübten Linienpiloten oft ihre eigenen, strengeren Limits für Seitenwindlandungen fest.
In der JAR 25.237 ist festgelegt, dass für eine Musterzulassung nachgewiesen werden muss, dass sichere Landungen und Starts bei:
- a) mindestens 20 kt Seitenwind (genau: einer 90°-Seitenwindkomponente der Windgeschwindigkeit) oder
- b) einem Fünftel der Überziehgeschwindigkeit in Landekonfiguration (engl. reference stall speed  VSRO) möglich sind.

Von den Werten a) oder b) gilt der größere Wert, er muss jedoch nicht größer als 25 kt sein.
Bei manchen Flugzeugtypen ist der Maximum Demonstrated Crosswind nicht im Kapitel Operational Limitations aufgeführt. Dann gilt JAR 25.237 - Variante b), das heißt, der „Maximum Demonstrated Crosswind“ ist dann ein Fünftel der Überziehgeschwindigkeit in Landekonfiguration (engl. reference stall speed  VSRO). Als ganz grobe Faustregel gilt immer: Der „Maximum Demonstrated Crosswind“ ist 20 – 25 kt.
Der Flugzeughersteller gibt Obergrenzen für die Windgeschwindigkeit der Seitenwindkomponente vor – Recommended Maximum Crosswind (deutsch: empfohlener maximale Seitenwind). Er wird getrennt angegeben für trockene, feuchte und nasse Bahnen. Nicht jedoch für stehendes Wasser auf der Bahn, Eis, Schnee oder Schneematsch. Diese Limits werden einerseits für trockene Landebahnen auf der Grundlage von Tests festgelegt (Maximum Demonstrated Crosswind) und andererseits für feuchte und nasse Landebahnen auf der Grundlage von Simulationen (engl. maximum computed crosswind) berechnet. Der Maximum Demonstrated Crosswind muss vom Hersteller nur auf einer trockenen Landebahn nachgewiesen werden.
Der Maximum Demonstrated Crosswind muss nicht unbedingt das erlaubte Limit sein. Es ist einfach nur die Geschwindigkeit, bei der vom Hersteller eine Seitenwindlandung vorgeführt wurde. Dem Hersteller reicht es für die Typzulassung, sichere Seitenwindlandungen innerhalb der Zulassungsanforderungen von seinen Testpiloten demonstrieren zu lassen. Es muss nicht unbedingt einen Absturz riskieren, um Landungen bei noch extremerem Seitenwind zu demonstrieren. Es sei denn, das Flugzeug soll als besonders tauglich für Seitenwindlandungen vorgeführt werden. Dann werden aber auch viele Piloten bis an diese Grenze gehen, es wird vermehrt zu Unfällen mit diesem Flugzeugmuster kommen und der Hersteller wird sich nicht über diese Negativwerbung freuen. Der Hersteller bleibt also auf der sicheren Seite, wenn er mit seiner Maximum Demonstrated Crosswind nicht bis an die physikalischen Grenzen geht und noch eine Reserve lässt.
Begrenzt wird der Maximum Demonstrated Crosswind unter anderem durch die Wirksamkeit und Fläche des Seitenruders. Wenn es bis auf Anschlag zur Seite getreten wird, also vollen Ausschlag hat, kann es nur einen Seitenwind bis zu einer bestimmten Windstärke kompensieren. Geht der Seitenwind darüber hinaus, driftet das Flugzeug trotz vollem Seitenruderausschlag zur Seite. Der Seitenruderausschlag wird sowohl für die Landung mit Vorhaltewinkel mit Ausrichten im letzten Moment gebraucht, als auch für die Seitenwindlandung mit hängender Tragfläche und entgegengesetzt getretenem Seitenruder. Die Limits für die Seitenwindkomponente bei Seitenwindlandungen resultieren meist nicht aus der beschränkten Festigkeit des Hauptfahrwerkes, sondern aus der begrenzten Steuerkapazität des Seitenruders. Landet ein Pilot bei Seitenwindgeschwindigkeiten jenseits des Maximum Demonstrated Crosswind, dann driftet das Flugzeug trotz vollem Seitenruderausschlag seitlich über die Landebahn weg. Nimmt der Pilot aber die schiebende Landung in Kauf, die er dann auch nicht mehr im letzten Moment „wegkicken“ kann, dann ist bei ausreichend stabilem Fahrwerk immer noch eine unfallfreie Landung möglich. Im Falle eines Unfalles könnte es aber wegen der Überschreitung der Betriebsgrenzen Probleme mit der Luftaufsicht und dem Flugzeugversicherer geben.
Die vom Hersteller im Flugzeughandbuch angegebenen Limits für Seitenwindlandungen können sich auch durch das Fahrwerk oder die Zelle ergeben. Der Hersteller veröffentlicht auch seine empfohlene Landetechnik für Seitenwindlandungen.
Oft setzen sich Piloten vor Antritt des Fluges auch ein eigenes persönliches Limit für Seitenwindlandungen bzw. bekommen sie von ihrer Fluggesellschaft ein Limit vorgegeben. Diese Selbstbeschränkung hängt ab von der Gesamtzahl seiner Flugstunden, seiner Erfahrung aus früheren Seitenwindlandungen, der Zeit seit der letzten Seitenwindlandung (real oder im Simulator), der Gesamterfahrung beider Piloten. Einige Fluggesellschaften haben unterschiedliche Limits für den Kapitän und den Ersten Offizier, die sich jedoch nicht unbedingt auf das reale Niveau der Fähigkeiten gründen müssen.
Laut Flughandbüchern der meisten Flugzeuge sind Seitenwindlandungen maximal bis 25 bis 28 kt Seitenwind erlaubt (engl. Maximum Allowable Crosswind).

### Landebahnbeschränkungen
Die ICAO empfiehlt für Nachtlandungen auf Landebahnen, die Lärmschutzbeschränkungen unterliegen (engl. noise abatement runway) eine Beschränkung auf 15 kt Seitenwind.
Auf dem Flughafen Schiphol sind Nachtlandungen beschränkt:
- bei trockener Landebahn – auf max. 25 kt Seitenwind,
- bei trockener bis nasser Landebahn – auf max. 15 kt Seitenwind,
- bei nasser Landebahn – auf max. 5 kt Seitenwind.

## Seitenwindlandungen mit Wasserflugzeugen
Da die Schwimmer von Wasserflugzeugen eine wesentlich größere Seitenfläche haben, kann bereits eine Landung mit einem geringen Vorhaltewinkel eine große seitliche Kraft bewirken und das Flugzeug beim Aufsetzen zum Kentern bringen, da die Schwimmer nicht für solche großen seitlichen Krafteinwirkungen ausgelegt sind. Sie sinken praktisch unter Wasser und erzeugen einen sehr hohen Widerstand. Ein seitliches Rutschen, wie mit Rädern auf einer festen Landebahn, ist deshalb nicht möglich. Beim Aufsetzen mit Vorhaltewinkel wird der (windabgewandte) Downwind-Schwimmer wegen der seitlich einwirkenden Windkraft tiefer in das Wasser gedrückt.
Wegen Wind, Windfahneneffekt und Schlittern auf der Wasserfläche kann der Pilot die Kontrolle über die Bewegungsrichtung seines Flugzeuges verlieren und sich mit dem Flugzeug überschlagen. Wenn der windabgewandte Schwimmer unter das Wasser sinkt, dann berührt die windabgewandte Tragflächenspitze bei hoher Geschwindigkeit das Wasser, „gräbt sich in das Wasser“ und das Flugzeug überschlägt sich. Deshalb wird nicht mit Vorhaltewinkel, sondern mit hängender Tragfläche angeflogen. Erschwerend kommt die Wellenbewegung hinzu, die eine Abdrift vortäuschen kann, die gar nicht besteht, denn anders als bei einer festen Landebahn, steht die Wasserfläche nicht still. Die Wellen bewegen sich für den Piloten zwar scheinbar und erzeugen den optischen Eindruck einer Abdrift, physikalisch gesehen handelt es sich aber nur um eine Auf- und Abbewegung des Wassers. Da der Pilot bei Seitenwind anfliegt, sind diese von der Seite kommenden Wellen besonders täuschend für den Piloten. Am besten sucht er sich einen festen optischen Fixpunkt an Land. Bei der Wasserlandung muss zuerst mit dem (windzugewandten) Upwind-Schwimmer aufgesetzt werden, wie auch an Land. Weiterhin wird zur Landung und beim Ausgleiten im Wasser Querruder in den Wind gegeben.
In dem Moment, wenn sich das Flugzeug in das Wasser „setzt“, ist es am instabilsten und neigt dazu, sich in den Wind zu drehen, zumal die Ruderwirkung mit abnehmender Geschwindigkeit nachlässt.
Eine besondere Landetechnik, die nur mit Wasserflugzeugen möglich ist, ist die downwind-arc-technique. Dem Windfahneneffekt wirken viele Piloten mit einer bewussten leichten Kurve nach Lee entgegen. Sobald sich das Flugzeug in das Wasser gesetzt hat, können die Wasserruder ausgefahren werden. Mit ihnen kann gesteuert werden, da die „Landebahn“ für Wasserflugzeuge meist wesentlich breiter ist als an Land. Es wird ein bogenförmiger Anflugpfad geflogen, dessen konvexe Seite zum Wind (nach Luv) gerichtet ist. Der Bogen beginnt mit einem leichten Winkel in den Wind, am Scheitel des Bogens wird parallel zum Wind geflogen, und am Ende des Bogens wird mit einem leichten Winkel mit dem Wind (nach Lee) geflogen. Durch diesen Kurvenflug wird ständig eine leichte Zentrifugalkraft erzeugt, die gegen den Seitenwind gerichtet ist. Um noch eine ausreichende Zentrifugalkraft zu erzeugen, muss gegen Ende der Landung der Bogen immer enger geflogen werden, da das Flugzeug immer langsamer wird. Auch diese Landetechnik verlangt entsprechendes Training und Erfahrung des Piloten.